# Polypersonalisme
Polypersonalisme is het in synthetische en polysynthetische talen voorkomende verschijnsel dat een werkwoordsvorm door middel van een of meer morfemen congrueert met meer dan één argument in dezelfde zin. Dit is een morfologisch kenmerk van talen.
Talen die polypersonalisme vertonen worden ook wel "polypersonele talen" genoemd. Voorbeelden van dit soort talen zijn het Baskisch, Georgisch, Mohawk en Inuktitut.
In niet-polypersonele ofwel analytische talen – zoals het Engels en Nederlands – congrueert de vorm van het hoofdwerkwoord hooguit met één argument in dezelfde zin, het onderwerp. Een voorbeeld is de Nederlandse zin: De man loop-t over straat.
In een taal met polypersonalisme verschaft de werkwoordsvorm op deze manier niet alleen informatie met betrekking tot het onderwerp, maar ook met betrekking tot andere argumenten zoals het lijdend voorwerp, het meewerkend voorwerp enz.

## Georgisch
In het Georgisch kunnen aan de stam van het werkwoord 7 verschillende affixen worden toegevoegd. Naargelang het soort werkwoord, persoon, getal, tempus, aspect enz. zijn dit prefixen of suffixen, en ze vertonen onderling ook nog morfofonologische alternantie. Op deze manier wordt door middel van de werkwoordsvorm allerlei informatie verschaft over argumenten elders in de zin. Hieronder enkele voorbeelden (een koppelteken markeert een morfeemgrens):
v-khed-av, "Ik zie hem"
g-mal-av-en "Zij verbergen jou/jullie"
g-i-mal-av-en "Zij verbergen het voor jou/jullie"
gv-i-ket-eb-s "Hij doet het voor ons"
a-chuk-eb-s "Hij zal het ons geven (als geschenk)"
mi-u-lots-av-s "Hij zal hem ermee feliciteren"
Een polypersonele werkwoordsvorm kan ook de betekenis van de genitief weergegeven, zoals in:
xelebi ga-m-i-tsiv-d-a "Mijn handen worden koud"
Xelebi betekent "handen". Het morfeem -m- in de werkwoordsvorm geeft de betekenis "mijn" weer. Bij intransitieve werkwoorden wordt het bezittelijk voornaamwoord in het Georgisch vaak vervangen door deze constructie.

## Baskisch
In het Baskisch kan de betekenis van de datief, de absolutief en de ergatief alternatief worden weergegeven door middel van in de werkwoordsstam geïncorporeerde affixen. De mogelijkheden tot polypersonalisme zijn echter beperkter dan in het Georgisch; zo zijn er slechts twee tempora waar de affixen in kunnen worden gevoegd, namelijk de onvoltooid tegenwoordige en de onvoltooid verleden tijd.

## Bijbels Hebreeuws
Ook in het Bijbels Hebreeuws kan een pronominaal lijdend voorwerp in de werkswoordsvorm worden geïncorporeerd, bijvoorbeeld:
- ahavti-kha, "ik hou van je".

Het suffix -kha markeert tegelijkertijd het Geslacht van de toegesprokene (mannelijk), het enkelvoud, de tweede persoon en de functie van lijdend voorwerp.
Een alledaagsere manier om dit in het Hebreeuws te zeggen is ahavti otkha. Het eerste woord, ahavti, is zowel met als zonder suffix een paroxytonon: ahavti wordt uitgesproken als /a 'hav ti/), ahavtikha als /a hav 'ti xa/. Iets soortgelijks gebeurt verder in het klassiek Arabisch en het Akkadisch.

## Morfemen versus klitische voornaamwoorden
Bij polypersonalisme is sprake van werkwoordsgebonden morfemen. Deze dienen te worden onderscheiden van clitica. Het Nederlandse Ik heb wordt door middel van proclise vaak uitgesproken als [kep], maar zolang hier nog geen sprake is van univerbatie zijn het twee afzonderlijke woorden. Het Spaans en Frans kennen onder meer de clitica lo, le, en la die aan de werkwoordsvorm kunnen worden vastgeschreven (dándoselo, "het aan hem/haar/u gevend" muéstramelos, "laat ze mij zien"). Deze clitica maken geen deel uit van het werkwoord zelf.

## Verwante begrippen
Bij ergativiteit congrueert niet de vorm van het werkwoord maar het onderwerp met een ander argument in de zin.